# Años 650 a. C.
Los años 650 antes de Cristo transcurrieron entre los años 659 a. C. y 650 a. C. 

## Acontecimientos
- Comienza la ocupación del sitio maya de Piedras Negras (Guatemala).
- 657 a. C. — Cípselo se convierte en el primer tirano de Corinto.
- 656 a. C. — Psamético I extiende su control sobre todo Egipto. Final de la Dinastía XXV.
- 654 a. C. — en la isla de Ibiza, los fenicios fundan la colonia de Yboshim.
- 653 a. C. — Atta-Khumma-In-Shushinak y Khumbanigash II suceden a Shilhak-In-Shushinak y Tempti-Khumma-In-Shushinak como reyes del Imperio elamita.
- 652 a. C. — Babilonia se alza en revuelta bajo Shamash-shum-ukin contra los asirios.
- 652 a. C. — Guan Zhong urge al duque de Qi que mantenga el respecto de los otros estados al rechazar la oferta del hijo de un recientemente fallecido gobernador estatal de aliarse él con Qi si Qi le ayudara a deponer a su padre.
- 651 a. C. — Zhou xiang wang se convierte en rey de la dinastía Zhou de China.
- 650 a. C.: 
  - Aristómenes tradicional héroe mesenio, vence en la batalla de Steníclero contra los espartanos pero con el tiempo es derrotado.
  - Dama de Auxerre, estatuilla de mujer, una de las más antiguas muestras de arte griego.[1]
  - En la costa de Tracia, colonos griegos de Clazomene fundan la colonia de Abdera, de acuerdo a la información suministrada por Heródoto.
  - En la península ibérica, protocéltico. Soto de Medinilla. La cultura de Tartessos.[2]
  - Expansión de Asiria.
  - Los mesenios, resentidos contra el brutal gobierno de los espartanos, se revuelven. Comienzo de la segunda guerra mesenia.
  - Psamético, gobernador de Egipto en nombre de Asiria, se declara independiente y expulsa a asirios y etíopes.[1]
  - Un cambio climático afecta a todas las culturas de la Edad del Bronce en Europa con un clima más frío y húmedo, y tribus de la Edad de Bronce Nórdica escandinava son empujadas hacia el continente europeo.
- 650 a. C.–625 a. C. — Se hace el pichel de vino (enócoe), de Rodas, actualmente en el Museo de Bellas Artes de Boston.
- 650 a. C.-550 a. C.: Durante esta época vivió Safo, poetisa griega, de quien tan solo se conservaron seiscientos cincuenta versos, extraídos de citas tardías y del moderno estudio de papiros. Se ha dicho que era profesora de una escuela de poesía fundada por ella, lo que es difícil de asegurar, aunque sí es cierto que convivía con sus compañeras en un clima distendido y propicio a la contemplación y la recreación del arte y la belleza.[1]

## Personas destacadas
- 653 a. C. — Fallecimiento de Tantamani, último rey de la Dinastía XXV de Egipto
- 652 a. C. — Fallecimiento de Giges, rey de Lidia
- 652 a. C. — Fallecimiento de Zhou hui wang, rey de la dinastía Zhou de China
- 652 a. C. — Primera mención documentada del rey Kuras de Parsumas, posiblemente el mismo que el rey Ciro I de Anshan, cabeza de la dinastía aqueménida